# Euamiana contrasta
Euamiana contrasta är en fjärilsart som beskrevs av Barnes och Mcdunnough 1910. Euamiana contrasta ingår i släktet Euamiana och familjen nattflyn. Inga underarter finns listade i Catalogue of Life.